# Loenderveense Molen
De Loenderveense Molen is een poldermolen bij het Utrechtse Loenen aan de Vecht.
De molen is in 1652 gebouwd omdat door inklinking natuurlijke lozing van het polderwater op de nabijgelegen Vecht niet meer mogelijk was. De Loenderveense Molen is gebouwd als binnenkruier, wat nog te zien is aan de grote kap van de molen. In de 18e eeuw is de staart toegevoegd en is het kruiwiel in de kap verwijderd. In 1903 werd de fundering opnieuw opgetrokken waarbij de molen tijdelijk van zijn plek gehaald is. Sinds 1990 is de molen eigendom van de Stichting De Utrechtse Molens, sinds enkele jaren verbonden met Het Utrechts Landschap. Het wiekenkruis bestaat uit twee roeden met een lengte van bijna 26 meter en het fokwieksysteem met zeilen. De molen maalt regelmatig op vrijwillige basis.

## Foto's

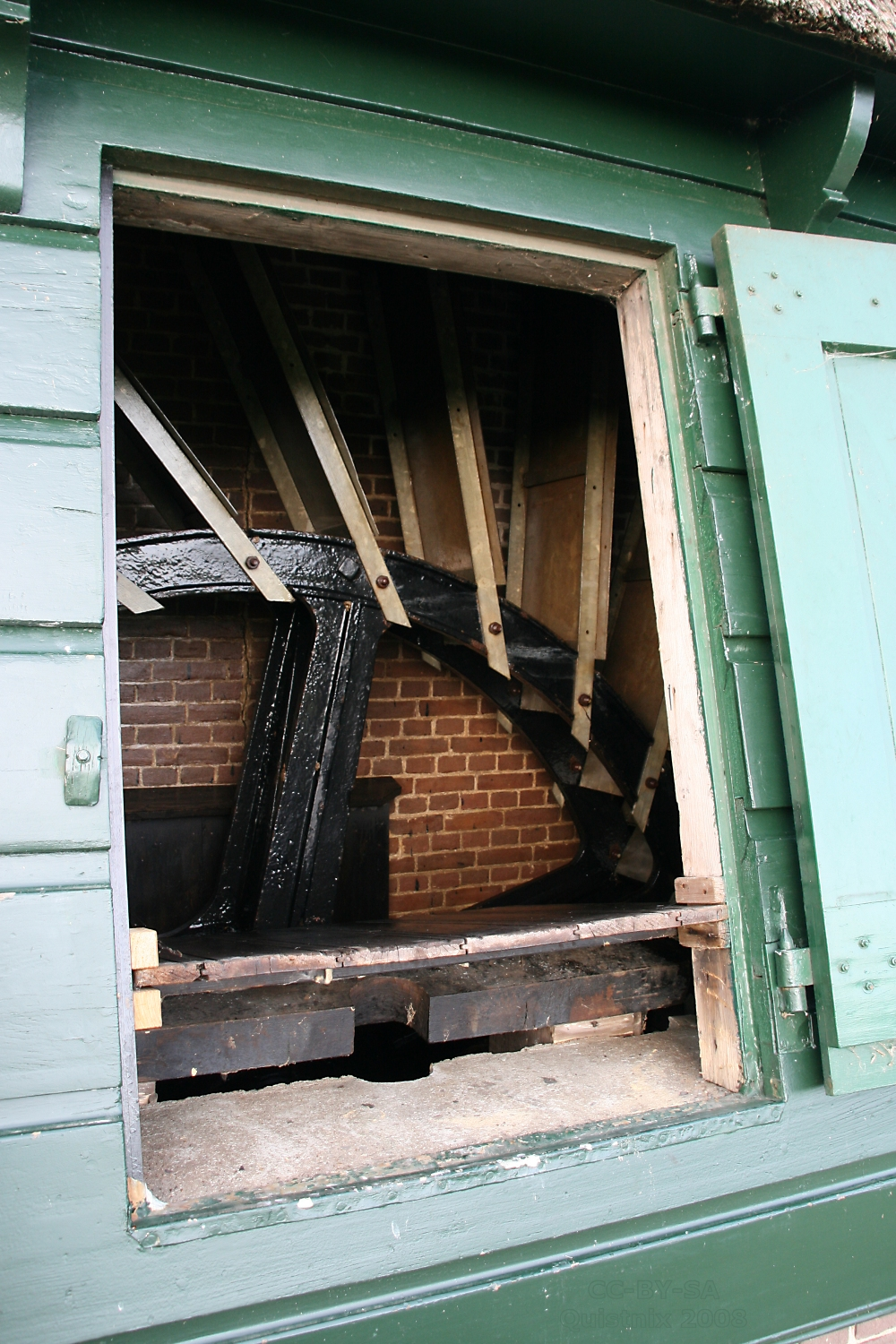
Scheprad
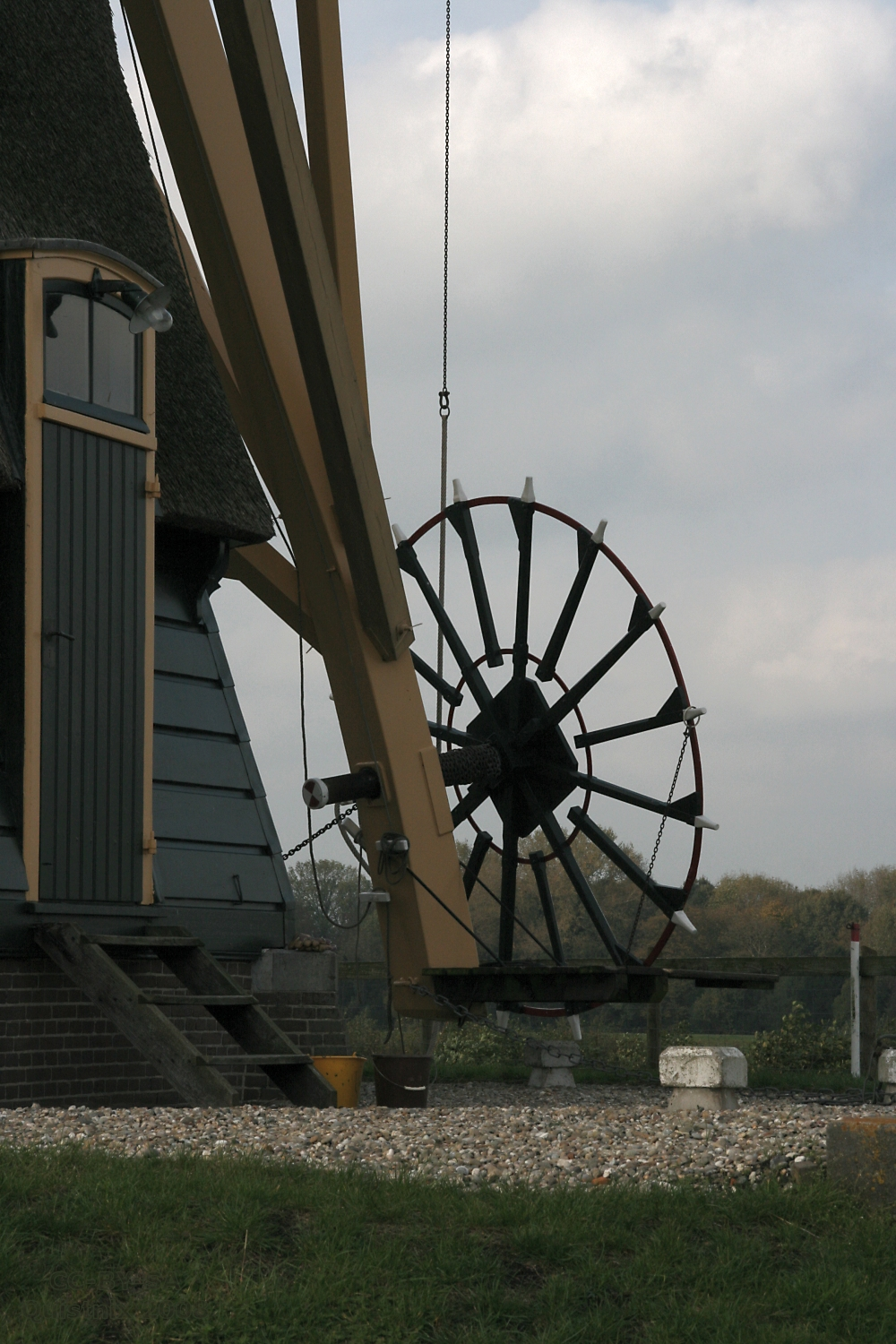
Kruiwiel